# Bloc Party EP
Albums de Bloc Party
Little Thoughts EP
(2004)
Bloc Party EP est un EP regroupant les deux premiers singles de Bloc Party : "She's Hearing Voices" et "Banquet/Staying Fat". Il est sorti le 24 mai 2004 en Europe. C'est le premier maxi de Bloc Party produit par V2 Records. Il sortira au Japon en aout et aux USA, avec Dim Mak Records, en septembre de la même année. Il précède Little Thoughts EP sorti à la fin de cette même année.

## Liste des titres
| No | Titre                       | Durée |
| -- | --------------------------- | ----- |
| 1. | Banquet                     | 3:19  |
| 2. | Staying Fat                 | 2:23  |
| 3. | She's Hearing Voices        | 3:30  |
| 4. | The Marshals Are Dead       | 3:52  |
| 5. | The Answer                  | 4:04  |
| 6. | Banquet (Phones Disco Edit) | 5:26  |

## Sources
- AllMusic ()
- Pitchfork (